# Aeschropteryx parvidens
Aeschropteryx parvidens là một loài bướm đêm trong họ Geometridae.